# Хартсфилд, Генри Уоррен
Генри Уоррен «Хэнк» Хартсфилд (англ. Henry Warren «Hank» Hartsfield; 21 ноября 1933, Бирмингем — 17 июля 2014) — американский инженер, астронавт НАСА. Совершил три космических полёта: в качестве пилота на шаттле «Колумбия» — STS-4 (1982), в качестве командира экипажа на шаттле «Дискавери» — STS-41D (1984) и в качестве командира экипажа на шаттле «Челленджер» — STS-61A (1985).

## Рождение и образование

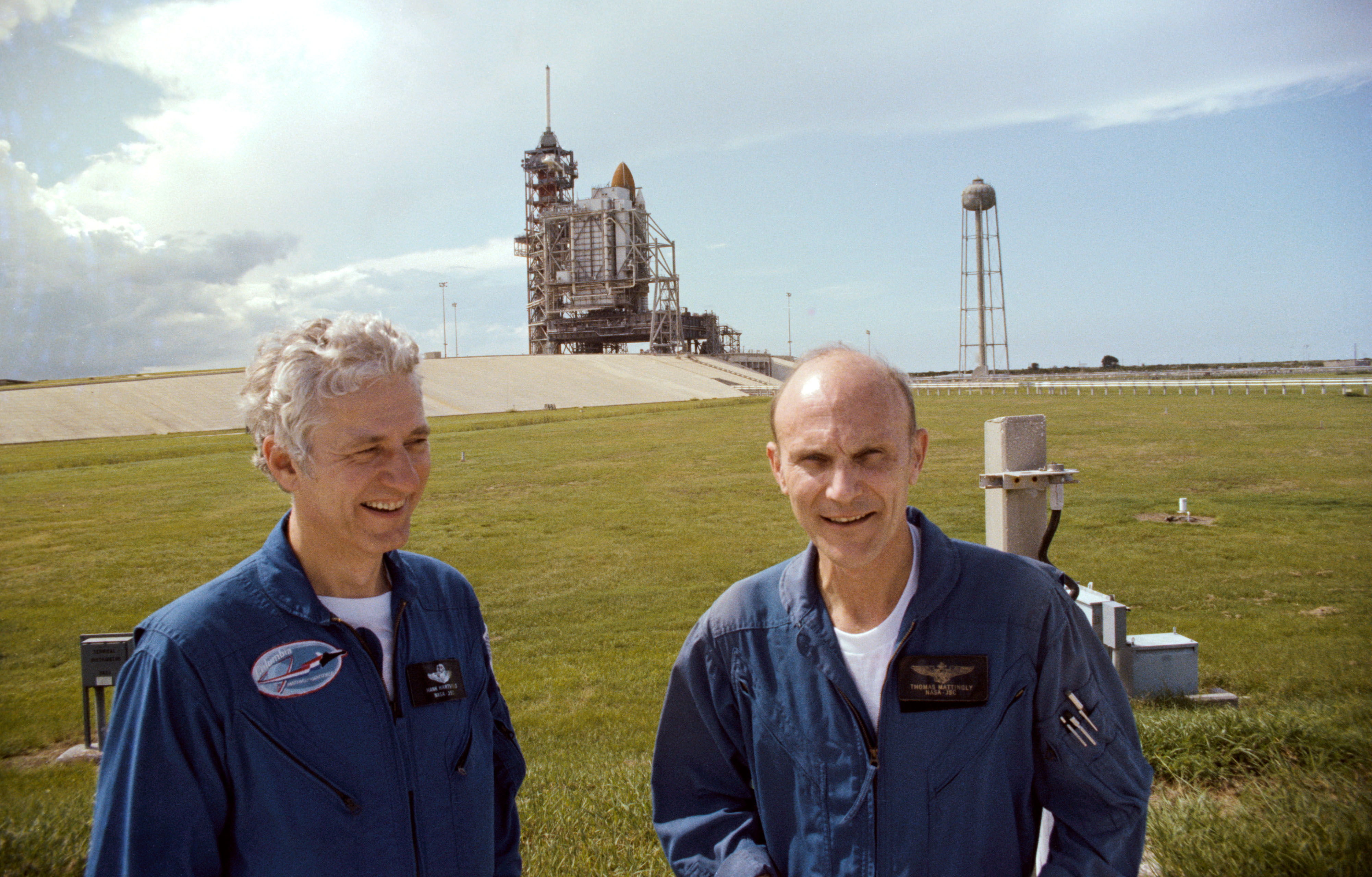
STS-4: Маттингли и Хартсфилд (слева).

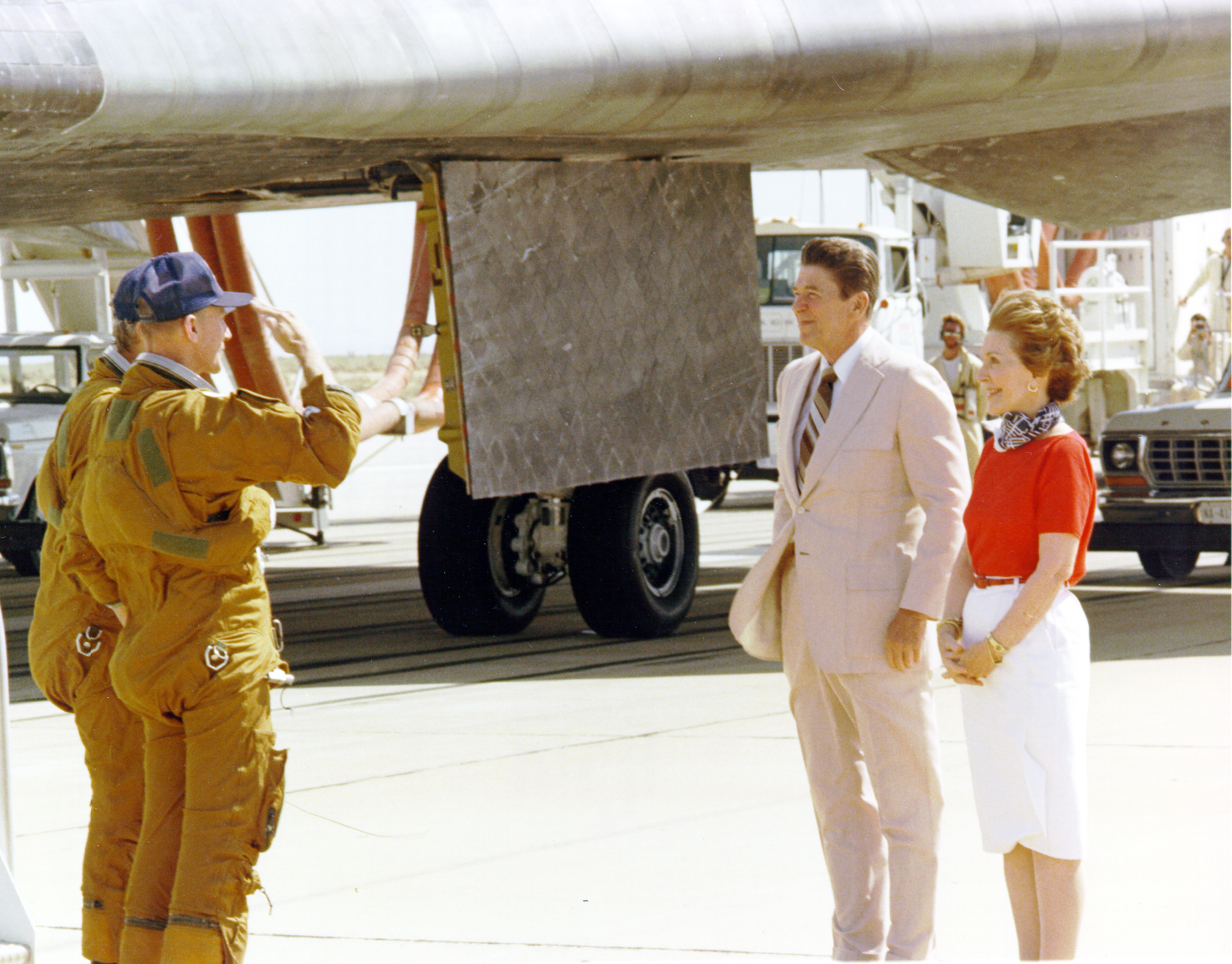
STS-4: Маттингли и Хартсфилд рапортуют президенту Рейгану о готовности к полёту.

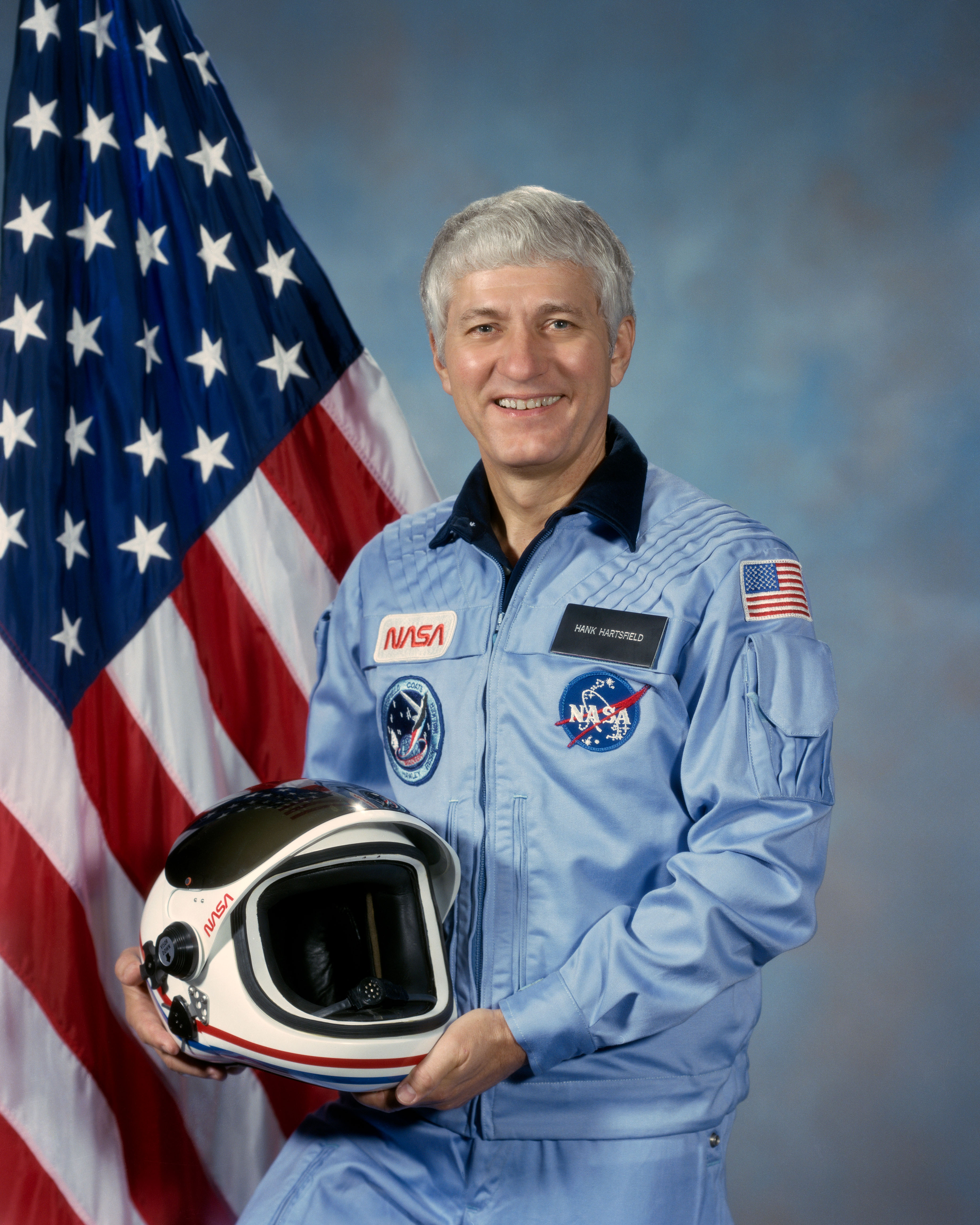
Генри Хартсфилд.

Родился в городе Бирмингем, штат Алабама. В 1950 году окончил среднюю школу в Бирмингеме. В 1954 году окончил Университет Оберна в Алабаме и получил степень бакалавра наук по физике. Дипломную работу по физике выполнял в Университете Дьюка, по астрономии — в Технологическом институте ВВС. В 1971 году в Университете Теннесси получил степень магистра наук а области прикладных наук. В 1986 году получил степень почетного доктора наук в Университете Оберна.

## Военная карьера
Во время учёбы в Университете прошёл подготовку по программе офицеров запаса. 14 июня 1955 году поступил на действительную службу в ВВС США. Прошёл подготовку в Школе офицеров эскадрильи. Его первым назначением в качестве строевого летчика стала 53-я тактическая истребительная эскадрилья, базирующаяся в Битбурге, в Германии, где Хартсфилд служил в 1961—1964 годах. В 1965 году окончил Аэрокосмическую школу пилотов-исследователей на авиабазе Эдвардс в Калифорнии. К моменту зачисления в отряд астронавтов Пилотируемой орбитальной лаборатории (ПОЛ) работал инструктором в Школе.
Воинские звания: второй лейтенант ВВС (1954.06.05), капитан ВВС (в 1966 году), полковник ВВС. В августе 1977 года вышел в отставку. Общий налет составляет более 7 400 часов, из них около 6 150 часов на реактивных самолётах, в том числе F-86, F-100, F-104, F-105, F-106, T-33 и T-38.

## Космическая подготовка
17 июня 1966 года был одним из пяти пилотов, отобранных по программе ПОЛ ВВС (второй набор по программе ПОЛ). Оставался в отряде до закрытия программы в июне 1969 года. После расформирования отряда ПОЛ, в августе 1969 года был зачислен в отряд астронавтов НАСА в составе 7-го набора. Прошёл курс общекосмической подготовки.
Входил в резервный экипаж корабля «Аполлон-16» (в качестве пилота командного модуля), старт которого был запланирован на декабрь 1973 года, но был отменен в сентябре 1970 года, а затем нереализованного полёта «Аполлон-19» (в том же качестве).
Был оператором связи с экипажем во время полётов кораблей «Аполлон» к Луне. Позднее входил в экипажи поддержки всех трёх экспедиций на станцию Скайлэб. После начала работ по программе Спейс Шаттл прошёл подготовку в качестве пилота шаттла. Был назначен пилотом дублирующего экипажа на второй и третий испытательный полёты шаттла Колумбия.

## Космические полёты
- Первый полёт — STS-4[3], шаттл «Колумбия». C 27 июня по 4 июля 1982 года в качестве пилота. Продолжительность полета составила 7 суток 1 час 10 минут[4].
- Второй полёт — STS-41D[5], шаттл «Дискавери». C 30 августа по 5 сентября 1984 года в качестве командира экипажа. Продолжительность полета составила 6 суток 0 часа 57 минут[6].
- Третий полёт — STS-61A[7], шаттл «Челленджер». C 30 октября по 6 ноября 1985 года в качестве командира экипажа. Продолжительность полета составила 7 суток 0 часов 46 минут[8].

Общая продолжительность полётов в космос — 20 суток 2 часа 53 минуты.

## После полётов
В 1986—1987 годах — заместитель начальника Отдела астронавтов НАСА, в 1987—1989 годах работал заместителем начальника Космического центра имени Джонсона по управлению лётными экипажами. В 1989 году — в Отделе космических полётов в штаб-квартире НАСА, где был директором по вопросам интеграции технических средств. Занимался вопросами создания орбитальной станции и выработки требований к системе Спейс шаттл. В 1990 году был заместителем начальника Отдела проектирования космической станции в Центре космических полётов имени Маршалла в Алабаме. С 1991 по декабрь 1993 года Хартсфилд был руководителем работ на фазе проектирования орбитальной станции в конфигурации посещения в Отделе проектирования орбитальной станции «Фридом» в космическом центре имени Л. Джонсона. С декабря 1993 по сентябрь 1996 года возглавлял комиссию по независимому анализу проекта создания Международной космической станции. В декабре 1996 года был назначен директором комиссии по независимому анализу проекта «Исследования и освоения космического пространства». После ухода из НАСА работал вице-президентом Отдела авиакосмической техники в корпорации «Raytheon Technical Services Co.», в Хьюстоне.

## Награды
Награждён: Медаль «За космический полёт» (1982, 1984 и 1985), Медаль похвальной службы (США), Медаль «За выдающуюся службу» (НАСА) (1982 и 1988), Медаль «За исключительные заслуги» (1988).

## Семья
Жена — Джуди Фрэнсис Месси. Две дочери: Джуди Линн (29.05.1958) и Келли Уоррен (14.05.1959). Увлечение — филателия.